# River Kym
River Kym är ett vattendrag i Storbritannien.   Det ligger i riksdelen England, i den sydöstra delen av landet, 80 km norr om huvudstaden London.